# Joe Boko in a Close Shave
Joe Boko in a Close Shave è un cortometraggio muto del 1915 scritto e diretto da Wallace A. Carlson.

## Produzione
Il film fu prodotto dalla Essanay Film Manufacturing Company.

## Distribuzione
Distribuito dalla General Film Company, il film - un cortometraggio di animazione di 150 metri - uscì nelle sale cinematografiche USA il 9 giugno 1915. Nelle proiezioni, veniva programmato con il sistema dello split reel, accorpato in un'unica bobina con un altro cortometraggio di Carlson, Lost in the Jungle.